# Vladimír Sobotka (hokeista)
Vladimír Sobotka (ur. 2 lipca 1987 w Třebíču) – czeski hokeista, reprezentant Czech, olimpijczyk.

## Kariera
- SK Horácká Slavia Třebíč U18 (2000-2002)
- Slavia Praga U18 (2002-2004)
- Slavia Praga U20 (2004-2005)
- Slavia Praga (2005-2007)
  -  Havlíčkův Brod (2005)
- Providence Bruins (2007-2009)
- Boston Bruins (2007-2010)
- St. Louis Blues (2010-2014)
  -  Slavia Praga (2012-2013)
- Awangard Omsk (2014-2017)
- St. Louis Blues (2017-2018)
- Buffalo Sabres (2018-2020)
- Rapperswil-Jona Lakers (2020)
- Sparta Praga (2020-)

Wychowanek klubu SK Horácká Slavia Třebíč. Wieloletni zawodnik Slavii Praga. W drafcie NHL z 2005 został wybrany przez Boston Bruins. W latach 2007–2010 zawodnik tego klubu. Od końca czerwca 2010 roku zawodnik St. Louis Blues. W czerwcu 2011 roku przedłużył kontrakt z klubem o trzy lata. Wraz z nim umowę prolongował jego rodak, Roman Polák. Od września 2012 do stycznia 2013 roku na okres lokautu w sezonie NHL (2012/2013) związany kontraktem z macierzystym klubem Slavia Praga. Od lipca 2014 do końca marca 2017 zawodnik Awangardu Omsk. Od kwietnia 2017 ponownie zawodnik St. Louis Blues. Od lipca 2018 zawodnik Buffalo Sabres. W październiku 2020 związał się kontraktem na okres jednego miesiąca ze szwajcarskim klubem Rapperswil-Jona Lakers, skąd odszedł na początku listopada 2020. W listopadzie 2020 przeszedł do Sparty Praga, a w styczniu 2021 przedłużył tam kontrakt.
W 2014 kontuzja wykluczyła jego udział w turnieju zimowych igrzysk olimpijskich 2014 w Soczi. Uczestniczył w turniejach mistrzostw świata 2014, 2015, 2017, Pucharu Świata 2016, zimowych igrzysk olimpijskich 2022.

## Sukcesy
Reprezentacyjne
- Brązowy medal mistrzostw świata juniorów do lat 18: 2004

Klubowe
- Złoty medal mistrzostw Czech do lat 18: 2007 ze Slavią Praga U18
- Srebrny medal mistrzostw Czech: 2006 ze Slavią Praga
- Frank Mathers Trophy: 2008 z Providence Bruins
- Emile Francis Trophy: 2008 z Providence Bruins
- Mistrzostwo dywizji NHL: 2009 z Boston Bruins, 2012 z St. Louis Blues

Indywidualne
- Mistrzostwa Świata Juniorów w Hokeju na Lodzie 2007:
  - Jeden z trzech najlepszych zawodników reprezentacji
- Mistrzostwa Świata w Hokeju na Lodzie 2017/Elita:
  - Pierwsze miejsce w klasyfikacji skuteczności wygrywanych wznowień: 80,00%[13]